# Продунова, Елена Сергеевна
Еле́на Серге́евна Продуно́ва (родилась 15 февраля 1980 в Ростове-на-Дону) — российская гимнастка, серебряный и бронзовый призёр Олимпийских игр 2000 года в Сиднее, в 2008-2010 работала вице-президентом Федерации эстетической гимнастики в Ростовской области.

## Биография
Занималась спортивной гимнастикой с 5 лет по настоянию матери и тёти. Первый тренер — Елена Печенжиева. Училась в олимпийском училище. Дебют состоялся на чемпионате мира 1995 года в японском Сабаэ, где Елена финишировала 4-й в командном первенстве. Из-за травмы голеностопного сустава она пропустила Олимпиаду 1996 года, вернувшись на былой уровень к 1997 году: её выступление на чемпионате мира 1997 года в Лозанне в вольных упражнениях стало настоящей сенсацией и принесло бронзовые награды (ещё серебряную медаль Елена завоевала в командном первенстве и бронзовую медаль в абсолютном первенстве). В 1998 году Елена получила очередную травму (травму лодыжки), что не помешало ей выиграть в 1999 году на Универсиаде три золотые и одну серебряную медаль. Именно там она продемонстрировала своё фирменное двойное сальто вперёд.
На чемпионате мира 1999 года в Китае Елена выступила очень сильно, однако всякий раз останавливалась в шаге от медалей, завоевав только серебряную медаль в командном первенстве (победу одержали румынки). В 2000 году на чемпионате Европы российской сборной наконец-то удалось прервать гегемонию румынок и выиграть золотые медали. Елена внесла свой вклад в эту победу, завоевав серебряную медаль в вольных упражнениях и бронзовую медаль на бревне. Победа позволила Елене попасть в олимпийскую сборную и давала шансы на завоевание золотых медалей. Однако в Сиднее российская сборная упустила победу, снова пропустив вперёд румынок: падение Елены Продуновой в опорном прыжке, Светланы Хоркиной на брусьях, Елены Замолодчиковой и Екатерины Лобазнюк с бревна стоили России золотой медали. После награждения в командном первенстве Продунова и Хоркина сняли с себя серебряные медали. Продунова параллельно завоевала бронзовую медаль на бревне, исполнив свой фирменный прыжок вперёд с полупереходом в сальто. В остальных видах спорта удача ей не сопутствовала: в многоборье Елена не выступила из-за травмы, у неё был перелом костей плюсны правой стопы.
В возрасте 21 года Елена Продунова завершила карьеру спортсменки. Окончила педагогический институт, продолжила работу тренера в Москве и тренировала сборную России по спортивной гимнастике. В 2006 году Елена вернулась в Ростов, заняв должность вице-президента Федерации эстетической гимнастики в Ростовской области. В 2013 году Елена переехала в Кабардино-Балкарию, Нальчик и стала старшим тренером КБР по спортивной гимнастике.

## Оформление выступлений
Елена известна благодаря своим выступлениям в вольных упражнениях и уникальным опорным прыжком два с половиной сальто вперед. Её хореографами были хореограф сборной Наталья Сергеева и Татьяна Мелкумян, личными тренерами — Леонид Аркаев, Вероника Якубова, Руслан Лавров и Марина Булашенко. Продунова на олимпийских играх выступала под мелодию из кинофильма «Маска Зорро». Первый тренер Елены — Печенджиева Елена Сергеевна.

## Новые элементы в гимнастике
В честь Елены Продуновой был назван ряд новых элементов в гимнастике :
- В опорных прыжках прыжок с переворотом вперёд в два с половиной сальто вперёд.
- В вольных упражнениях двойное сальто вперёд.
- В соревнованиях на бревне сальто вперед с поворотом на 180° прямым телом.